# امین فکری
امین بن عبدالله فکری (۱۸۵۶–۱۷ نوامبر ۱۸۹۹) حقوق‌دان، قاضی و نویسنده مصری در نیمهٔ دوم سدهٔ نوزدهم م بود که بیشتر برای دانشش در جغرافیا شهرت یافت. در فرانسه حقوق خواند، قاضی استان اسکندریه شد. سپس قاضی دادگاه استیناف محلی منصوب گشت. از آثار او: جغرافیای مصر و سودان، إرشاد الألبا إلی محاسن أوروبا و آثار الفکریة.